# Templen i Abu Simbel

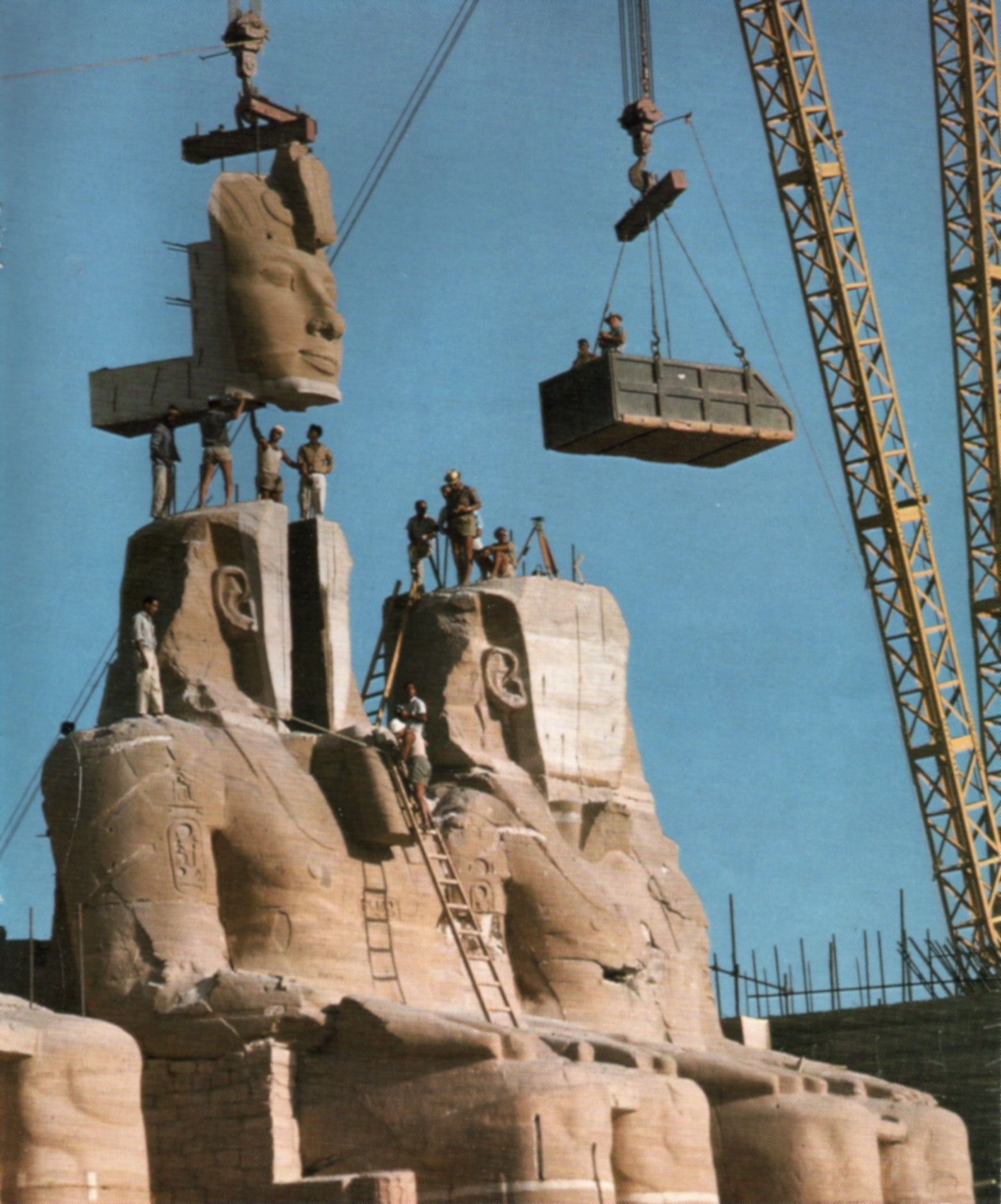
Ramses huvud flyttas på plats 1967.

Templen i Abu Simbel (أبو سمبل) utgörs av två massiva klipptempel i Abu Simbel i södra Egypten på Nassersjöns västra strand. Det är ett av de tempel och monument som ingår i världsarvet Nubiska monument från Abu Simbel till File.
Ramses II lät mejsla ut tvillingtemplen ur bergväggen på 1200-talet f.Kr. för att skapa ett bestående minne av honom själv och hans drottning Nefertari till minne av Slaget vid Kadesh och för att avskräcka sina nubiska grannar. 
Templen återupptäcktes av Johann Ludwig Burckhardt och grävdes ut ur sanden av Giovanni Belzoni. Det stora templets fasad upptas av fyra 20 meter höga statyer. Det mindre templet har sex statyer på fasaden. Dessa är 10 meter höga. 
Hela tempelkomplexet flyttades i sin helhet under 1960-talet, uppe på en konstgjord kulle och med en kupol i betong högt ovanför Assuandammens fördämningar. Förflyttningen var absolut nödvändig för att förhindra att templen blev dränkta och därmed förstörda då Nassersjön skapades. Den massiva konstgjorda vattensamlingen bildades efter byggandet av nya Assuandammen. Abu Simbel är än idag en av Egyptens mest besökta turistattraktioner.

## Historia

### Byggandet
Byggandet av tempelkomplexet började omkring 1244 f.Kr. och pågick i cirka 20 år, till 1224 f.Kr. Känt som "Ramses tempel, älskat av Amun" var det ett av sex klipptempel resta i Nubien under Ramses II:s långa regeringstid. Deras syfte var att imponera på Egyptens sydliga grannar och att stärka den egyptiska religionen i regionen. Historiker anser att Abu Simbels design uttrycker ett mått av egoism och stolthet hos Ramses II.

### Återupptäckt
Med tidens gång slutade templen att användas och kom slutligen att bli övertäckta av sand. Redan på 600-talet f.Kr. täckte sanden statyerna vid huvudtemplet upp till knäna. Templen var bortglömda fram till 1813, då den schweiziska orientalisten Johann Ludwig Burckhardt hittade den översta frisen på huvudtemplet. Burckhardt berättade om sin upptäckt för den italienska upptäckaren Giovanni Belzoni, som reste till platsen. Han klarade dock inte att gräva fram templets ingång, men Belzoni kom åter 1817, och hade större framgång denna gång. Han tog allt av värde som var möjligt att frakta bort. 
Templets turistguider berättar om legenden att "Abu Simbel" var en ung pojke från trakten som guidade dessa tidiga återupptäckare till platsen för det begravda templet som han hade sett då och då i den föränderliga sanden. Slutligen kom komplexet bli uppkallat efter honom: Abu Simbel.

### Flytten

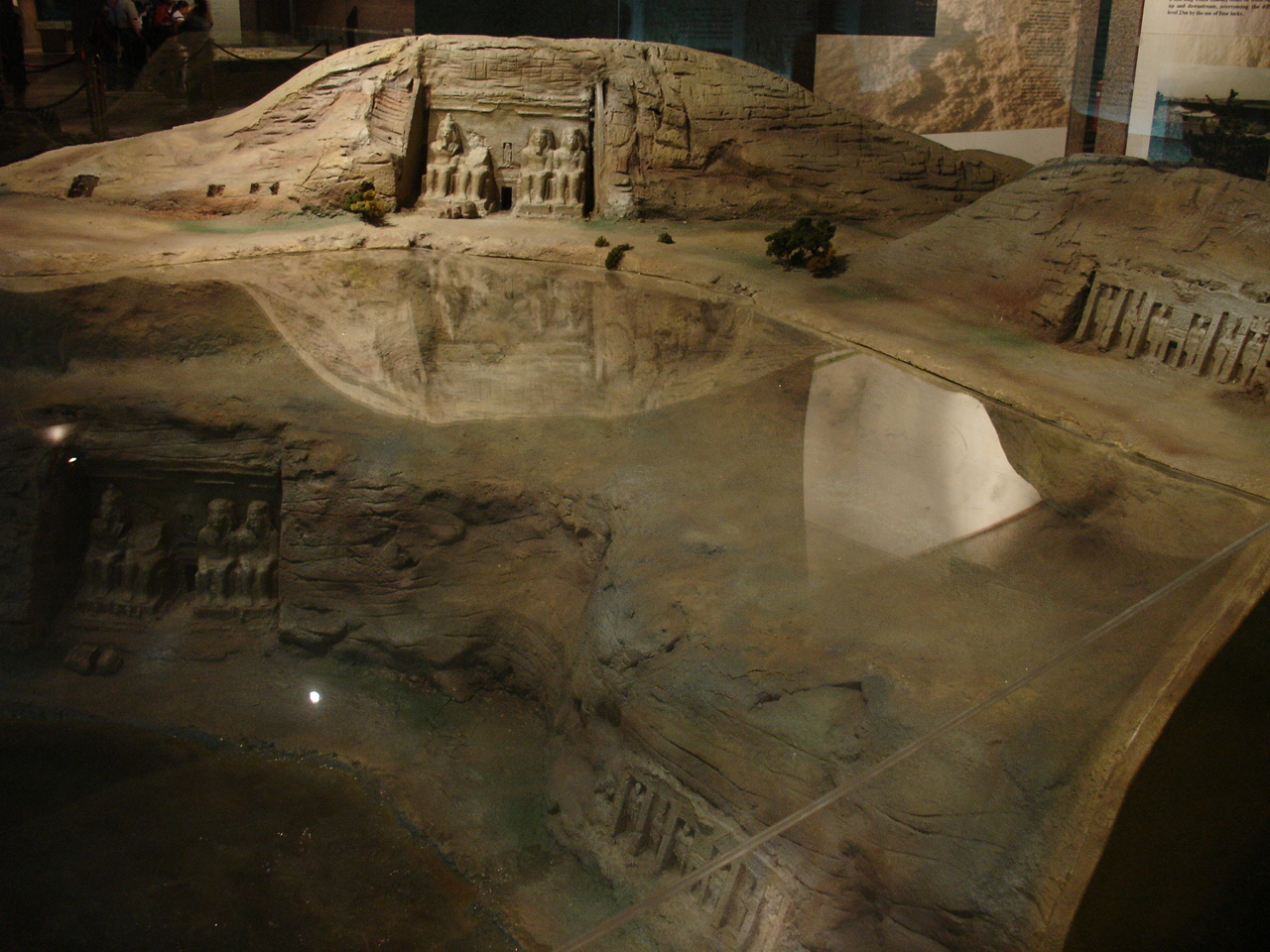
En skalenlig modell som visar ursprungliga och nuvarande tempelplatsen (med hänsyn till vattennivån).

Byggandet av Assuandammen i Nilen innebar att vattennivån ovanför dammen skulle stiga uppemot 60 meter över den ursprungliga nivån. Detta innebar att stora områden skulle läggas under vatten och att flera gamla monument nu var hotade, däribland Abu Simbel. Skulle man valt att dränka dessa monument skulle sandstenen snart ha lösts upp och så småningom förstörts. Detta syntes tydligt vid det lilla templet där de lägsta delarna legat under vatten någon enstaka gång.
Det fanns inga möjligheter att stoppa bygget av dammen; det enorma projektet var kostnadsberäknat till 400 miljoner egyptiska pund. (5 miljarder kronor) Istället vände sig dåvarande Förenade arabrepublikens regering den 6 april 1959 till Unesco om hjälp för att hantera bekymret. Unesco svarade med att den 8 mars 1960 starta en internationell räddningskampanj och uppmanade medlemsstaterna att hjälpa till att ansluta sig till projektet att rädda Abu Simbel och andra forntida monument i Nubien. 
Flera förslag diskuterades. De franska ingenjörerna André Coyne och Jean Bellier, från en firma som 2009 bytte namn till Tractebel Engineering föreslog att man skulle skapa en stor damm framför tempelområdet och skapa ett omfattande dräneringssystem. Detta avfärdades dock på grund av riskerna med dräneringen men också på grund av de stora drifts- och kapitalkostnaderna detta projekt skulle inneburit.
Italconsult kom sedan med ett förslag, efter en idé av Pierre Gassola, att man skulle skära ut respektive tempel i varsitt massivt stenblock och lyfta upp dessa till en säker nivå. Vattenbyggnadsbyrån (VBB) fick det officiella uppdraget att göra en förstudie utifrån detta förslag. Efter att löst olika problem presenterade man en genomförbar lösning.
Istället för att ta ner templen i varsitt enormt block bestod idén i att skära ner fasaden och de inre väggarna, kolonnerna och statyerna i stora block, något som aldrig gjorts förut. Först måste dock en kassun byggas omkring templet för att förhindra att vattnet nådde templen. Vattennivån var redan på väg att stiga. Ingenjörs- och arkitektarbetet genomfördes av Vattenbyggnadsbyrån (VBB). Ett antal stora byggfirmor jobbade med själva processen i samarbetsbolaget Joint Venture Abu Simbel (JVAS). Huvudadministratör var den tyska byggfirman Hochtief.
Som kuriosa kan nämnas att det svenska företaget Sandvik specialtillverkade sågbladen man använde för att skära ut de stora stenblocken,  och det svenska företaget Atlas Copco bidrag med kunskap och utrustning avseende bergborrar som drevs med pneumatik.
Räddningskampanjen inleddes 1964 och kostade drygt 40 miljoner dollar (200 miljoner kronor).
Mellan 1964 och 1968 monterades hela tempelområdet ned genom att det sågades ut ur klippan blockvis (uppemot 30 ton tunga, i genomsnitt 20 ton) och flyttades 65 meter upp och 200 meter bort från floden för att bevara templen från de stigande vattenmassorna i och med byggandet av Assuandammen. Som mest jobbade omkring 1850 personer med projektet.
När templet byggdes upp igen togs hänsyn till templens tidigare förhållande till varandra och till solen. Det stora templet är konstruerat så, att solen två gånger varje år lyser hela vägen in i templet och belyser det innersta rummets bakre vägg där statyerna av fyra gudar finns. När templen var återuppbyggda täcktes de av konstgjort berg, totalt omkring 330 000 m³.
Idag besöker tusentals turister templen dagligen. Bevakade busskonvojer och bilar ankommer två gånger om dagen från Assuan, den närmsta staden. Många besökare kommer även med flyg till ett flygfält som särskilt byggts för tempelkomplexet.

### Ett världsarv
1979 blev de båda templen en del av världsarvet Nubiska monument från Abu Simbel till File. I världsarvet ingår som namnet antyder även File som också flyttades, och därmed räddades för eftervärlden, i samband med byggandet av Assuandammen.

## Stora templet

### Historia

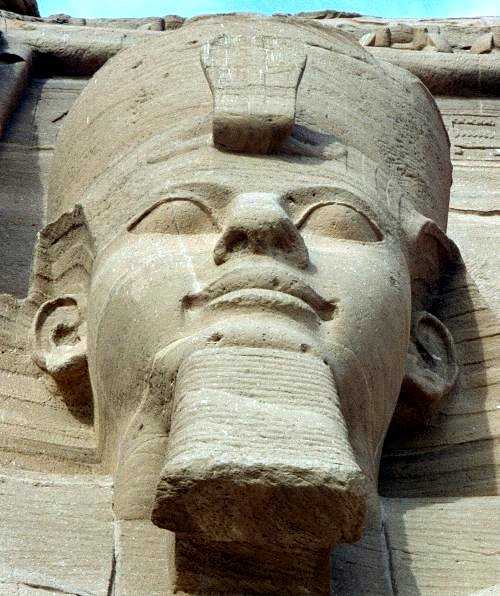
Närbild av en av de enorma statyerna av Ramses II, bärandes Nedre och Övre Egyptens dubbelkrona.

Stora templet i Abu Simbel, som tog omkring 20 år att bygga, stod klart Ramses II:s 24:e regeringsår (vilket sammanfaller med år 1265 f.Kr.) Det var tillägnat gudarna Amun, Ra-Harakhte och Ptah men upphöjer också Ramses själv till gudom. Den anses allmänt att det är det största och vackraste av templen som beställdes under Ramses II:s regeringstid, och ett av de vackraste i Egypten.

### Templets yttre delar
Fasaden, som är 35 meter bred, domineras av fyra enorma 20 meter höga statyer. Statyerna skulpterades direkt ur berget där templet låg före dess flytt. Dessa fyra statyer avbildar Ramses II sittande på en tron, bärandes på Övre och Nedre Egyptens dubbelkrona med atefer. Statyn till vänster om entrén skadades av en jordbävning vilket lämnade endast de lägre delarna av denna intakt. Huvudet och torson kan ännu ses vid statyns fötter.
Själva entréväggen har en basrelief som avbildar två bilder på kungarna som tillber den falkhövdade Ra-Harakhti, vars staty står i en stor nisch. Denna gud håller hieroglyfanvändaren i sin högra hand och fjädern Ma'at (the goddess of truth and justice) i sin vänstra; detta är inget annat än ett gigantiskt kryptogram för Ramses II:s tronnamn, User-Maat-Re. Fasadväggen är krönt med en fris bestående av en rad med 22 babianer med resta armar, som tolkas som att de tillber den uppstigande solen. Andra betydande fasaddelar är den stele som visar giftermålet mellan Ramses och en dotter till kung Hattusili III, som innebar fred mellan Egypten och Hettiterrna.
Intill benen av kolossen, finns andra statyer, som inte når högre än till knäna av de fyra stora. Dessa avbildar Nefertari, Ramses fru, drottningmodern Mut-Tuy, hans första två söner Amun-her-khepeshef, Ramesses, och hans första sex döttrar Bintanath, Baketmut, Nefertari, Meritamen, Nebettawy and Isetnofret.
Precis i sydänden av utsidan finns en liten grotta. Denna grotta är Thols kapell. I norra änden finns en ingång till Re-Horakhtys kapell, som istället för en grotta ligger ute i fria luften.

### Templets inre delar

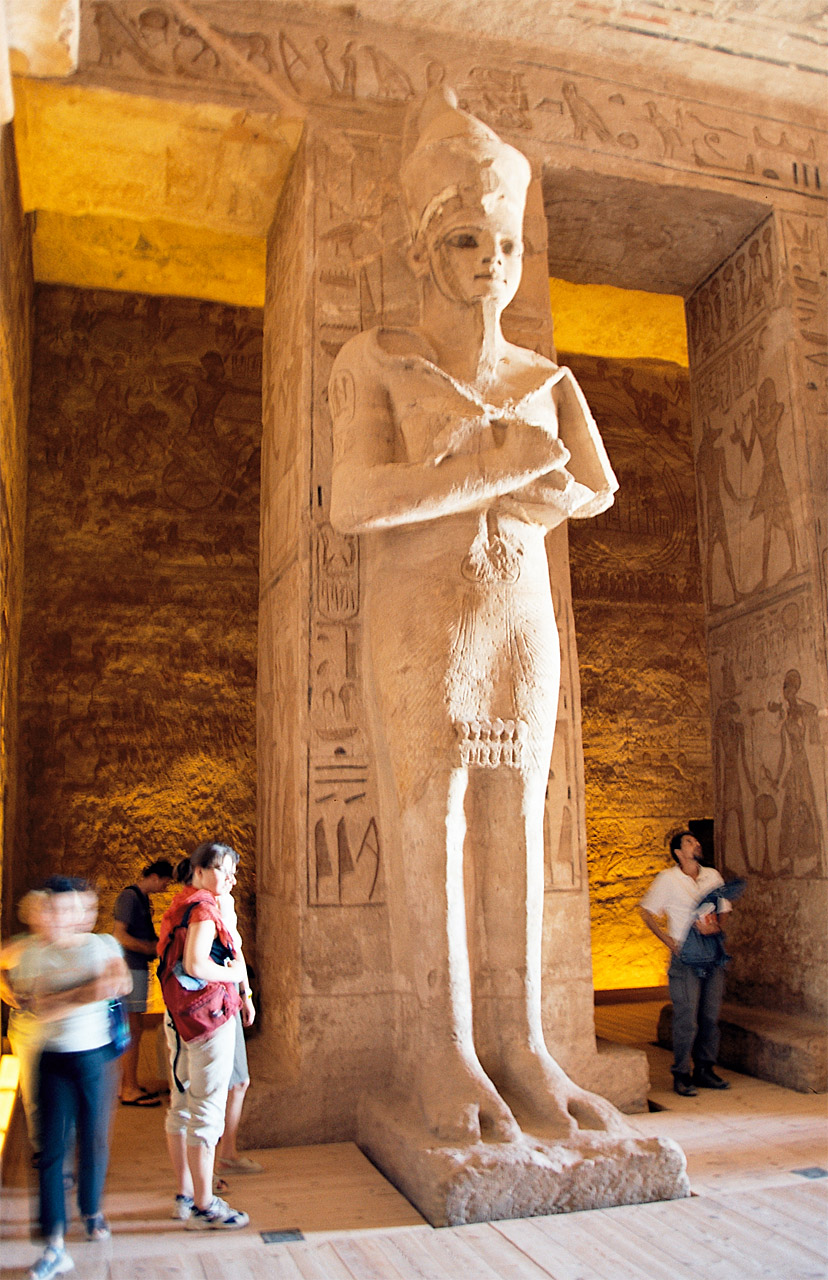
En av de åtta pelarna i templets entréhall, som visar Ramses II som Osiris

De inre delarna av templet har samma triangulära form som de flesta av forntidens egyptiska tempel har, med rum som minskar i storlek från entrén in till helgedomen. Templet har en komplex struktur och en ganska ovanlig sådan på grund av dess många sidokamrar. 
Entréhallen är en hypostyl med en takhöjd av 8 meter. Den är 18 meter lång och 16,7 meter djup och stöds av åtta tjocka kolonner som avbildar den gudaupphöjde Ramses som inkarnation av guden Osiris, dödsrikets Gud, som visar på faraos eviga natur. De enorma statyerna längs den vänstra väggen bär Övre Egyptens vita krona, medan de på motsatta sidan bär Övre och Nedre Egyptens dubbelkrona. Basrelieferna på väggarna avbildar krigsscener från militära fälttåg som härskaren utkämpade. Många av skulpturerna är bilder från Slaget vid Kadesh, vid floden Orontes i dagens Syrien, i vilket Egyptens kung kämpade mot Hettiterna. Den mest berömda av relieferna avbildar kungen på sin stridsvagn, skjutandes pilar mot flyende fiender, som tas tillfånga. Andra scener visar Egyptens segrar i Libyen och Nubien.
Från entréhallen kommer man in i en andra hypostyl. Denna är mindre och har fyra kolonner dekorerade med scener som visar offrande till gudarna. Dessa är avbildningar av Ramses och Nefertari som med Amuns och Ra-Harakhtis heliga båtar. Från denna hall kan man nå en tvärgående vestibul i mitten av vad som är ingången till helgedomen. Här på en svart vägg, sitter fyra skulpturer skurna direkt ur berget: Ra-Harakhte, den gudaupphöjde Ramses, och gudarna Amun Ra och Ptah. Ra-Harakhte, Amun Ra och Ptah var de stora gudomligheterna under perioden och deras kulturcentra låg i Heliopolis, Thebes respektive Memfis.
Templets axel var orienterad av forntidens egyptiska arkitekter på så sätt att, två gånger om året, 20 oktober och 20 februari, skulle solstrålarna nå in i helgedomens innersta och lysa upp skulpturerna på den svarta väggen, förutom statyn över Ptah, guden sammankopplad med dödsriket, som alltid förblev i det mörka. Dessa datum är, efter vad som påstås, kungens födelsedag respektive kröningsdag, men det finns inga bevis som stödjer detta, trots att det är ganska logiskt att anta att dessa datum har någon koppling till en stor händelse, såsom ett jubileum som exempelvis firandet av faraos trettionde regeringsår. Enligt kalkyleringar som gjorts vad gäller stjärnan Sirius (Sothis) heliakiska uppgång och inskriptioner som hittats av arkeologer, måste datumet varit den 22 oktober. Denna bild av kungen förstorades och revitaliserades av stjärnans energi, och den gudaupphöjde Ramses den Store kunde ta hans plats intill Amun Ra och Ra-Harakhte.

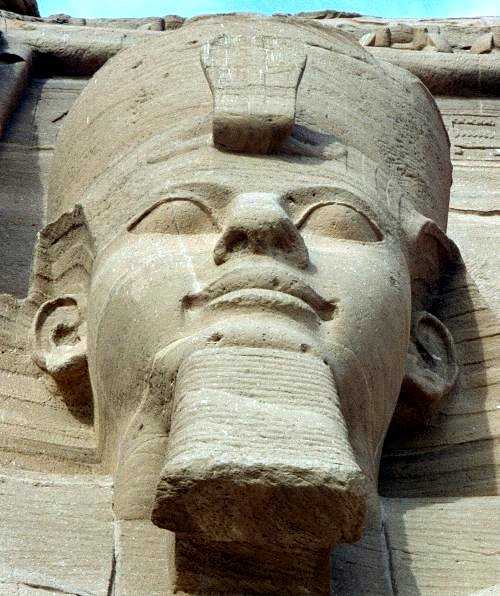
Ramses II
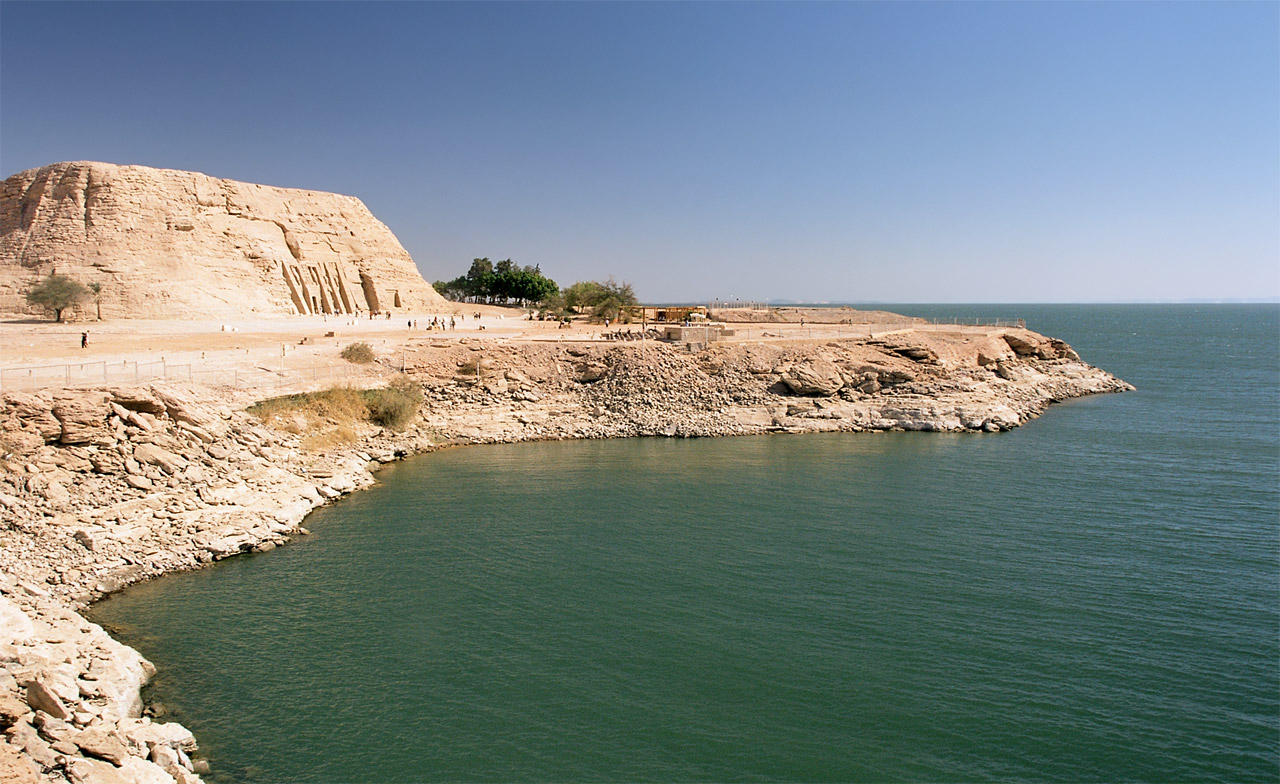
Nefertaris tempel
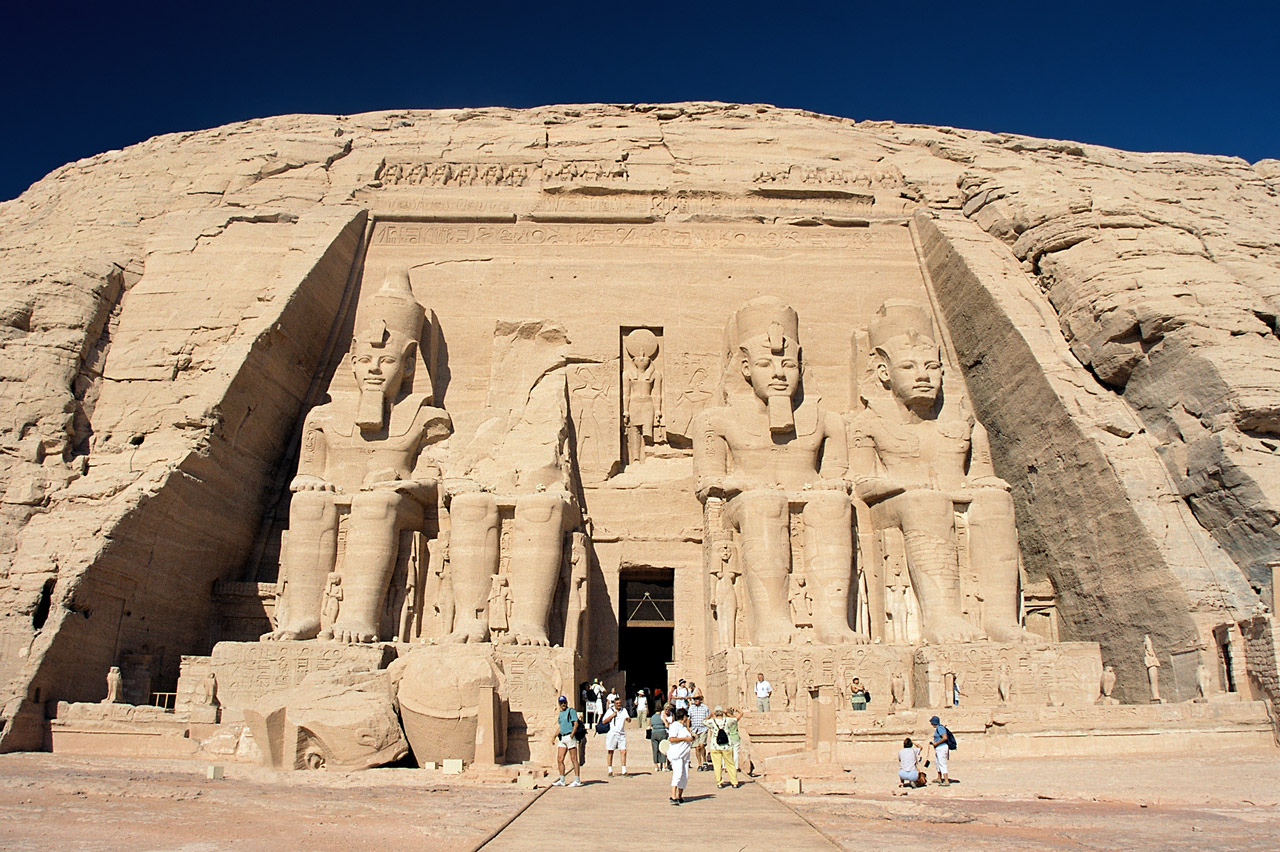
Ramses II:s tempel - exteriör
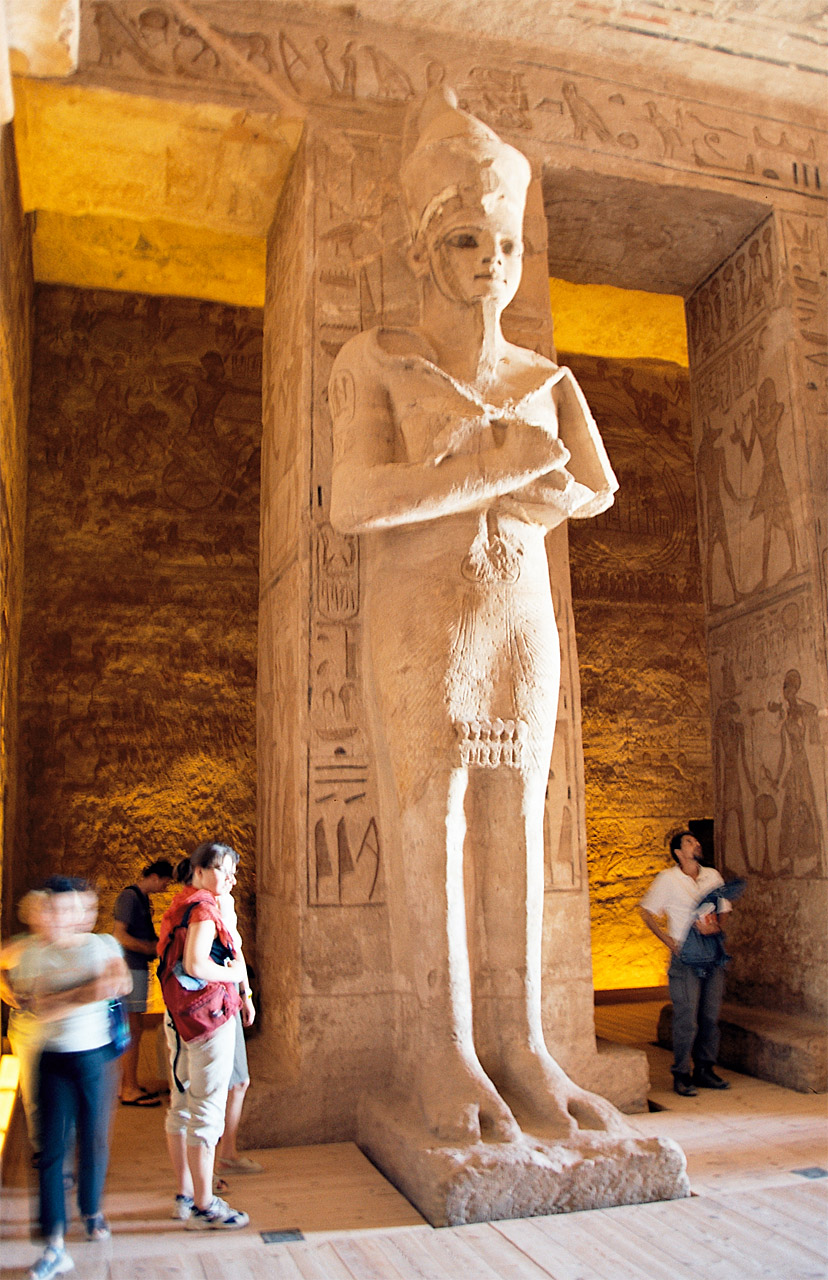
Ramses II:s tempel - staty i korridor
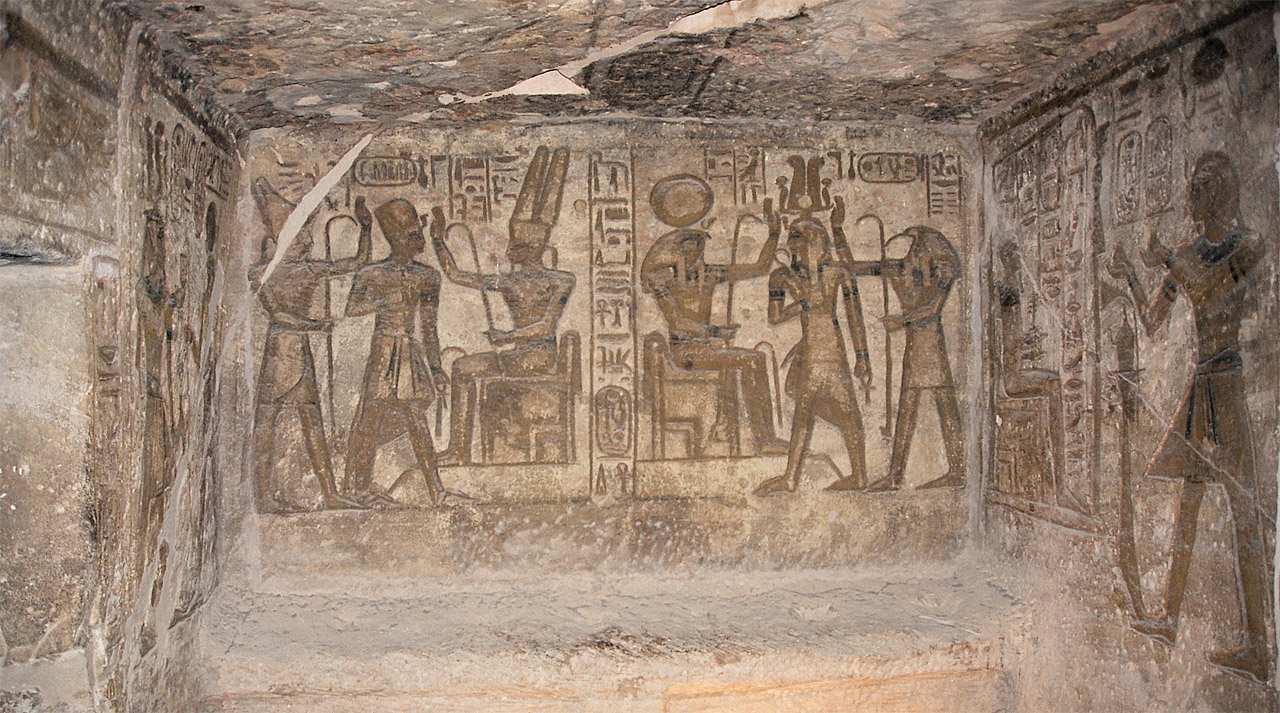
Ramses II:s tempel - väggmålning

## Lilla templet
Hathors och Nefertaris tempel, även känt som lilla templet, byggdes omkring 100 meter nordost om det stora templet och var tillägnat gudinnan Hathor och Ramses II:s huvudgemål, Nefertari. Detta var faktiskt en av mycket få gånger i forntidens Egypten som ett tempel tillägnades en drottning. Första gången var, när Akhenaten tillägnade ett tempel till sin kungliga fru, Nefertiti. Den ur klippan huggna fasaden är dekorerad med två kolonngrupper som är separerade med en stor port. Statyerna, som är drygt tio meter höga, avbildar kungen och drottningen. På andra sidan av portalen står två kungastatyer, som bär Övre Egyptens vita krona (södra kolossen) och dubbelkronan (norra kolossen); dessa flankeras med statyer av drottningen och kungen. Vad som verkligen är förvånande är att detta är den enda gången vad gäller forntidens egyptiska konst, som statyerna av kungen och hans gemål är lika höga.
Traditionellt, stod drottningstatyerna intill faraostatyerna, men de var aldrig högre än hans knän. Detta undantag till en så lång allmän regel, vittnar om den särskilda betydelse som Ramses gav Nefertari, som reste till Abu Simbel med sin älskade fru under hans 24:e regeringsår. Precis som vid det stora templet, står mindre prins- och prinsesstatyer intill sina föräldrar. I detta fall, har de placerats symmetriskt: på södra sidan (till vänster om porten) står, från vänster till höger, prins Meryatum och Meryre, prinsessorna Meritamen och Henuttawy, och prinsarna Rahirwenemef och Amun-her-khepeshef. På norra sidan står samma figurer i omvänd ordning. Det lilla templets plan är en förenklad version av det stora templets.

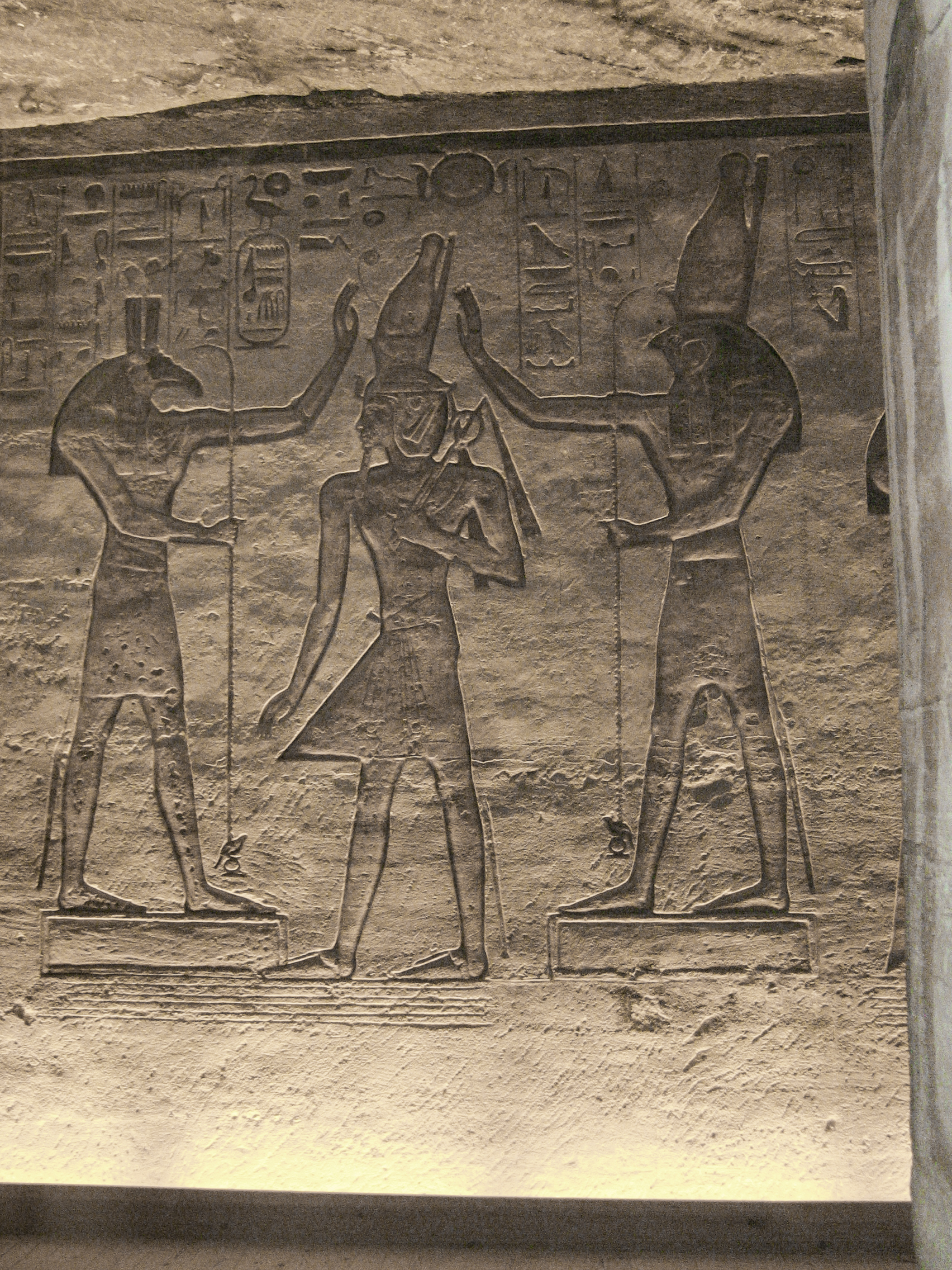
Gudarna Set (vänster) and Horus (höger) som beundrar Ramses i lilla templet vid Abu Simbel.

Liksom i det större templet finns här en hypostyl upp av kolonner, här är de sex till antalet och är inte Osirispelare utan dekorerade med scener där drottningen spelar sinistrum (ett instrument helgat gudinnan Hator), tillsammans med gudarna Horus, Khnum, Khonsu och Thoth samt gudinnorna Hathor, Isis, Maat, Mut of Asher, Satis och Taweret; i en scen kommer Ramses med blommor eller brinnande rökelse. Pelarnas kapitäler har gudinnan Hathors ansikte; denna typ av kolonn är känd som Hathorisk. Basrelieferna i hypostylhallen visar gudaupphöjandet av monarken, krossandet av fienderna i norr och söder (i dessa scener är kungen beledsagad med sin fru), och drottningen offrar till gudinnorna Hator och Mut. Innanför hypostylhallen finns en vestibul som man kan nå genom tre stora dörröppningar. På södra och norra väggarna i kammaren finns två eleganta och poetiska basreliefer med kungen och hans konsort som kommer med papyrusplantor till Hathor, som är avbildad som en ko på en båt seglandes i ett papyrusbuskage. På västra väggen, är Ramses II och Nefertari avbildade där de offrar till guden Horus och kataraktens gudomar — Satis, Anubis och Khnum.
Det ur berget huggna helgedomen och de två sidokamrarna är sammankopplade med den tvärgående vesibulen som ligger i samma axel som templet.  Basrelieferna på sidoväggarna i den lilla helgedomen avbildar scener där det offras till olika gudar, riter genomförda antingen av farao själv eller drottningen. På den svarta väggen som ligger i väster längs templets axel, finns en nisch i vilken Hathor, som en gudomlig ko, verkar komma ut ur berget: gudinnan är avbildad som härskarinna över templet.
Varje tempel hade sin egen präst som representerade kungen under de dagliga religiösa ceremonierna. I teorin, skulle farao vara den enda celebriteten i de dagliga ceremonierna som hölls i Egyptens olika tempel. I praktiken spelades även denna roll av översteprästen. För att uppnå denna position, behövdes en omfattande utbildning i konst och vetenskap, likt den som farao hade. Läsning, skrivning, ingenjörskonst, aritmetik, geometri, astronomi, måttberäkningar, tidskalkyleringar, var alla delar i dessa studier. Heliopolis präst blev till exempel, väktare av helig kunskap och förtjänade det högt anseende de hade som visa män.

## I populärkultur
- Templet är MI6:s fiktiva fälthögkvarter, i 1977 års James Bond-film Älskade spion, som innehåller M:s kontor, konferensrum och Q:s laboratorium.
- Templet är med i en scen i 1978 års film Agatha Christie:s Döden på Nilen, där statyerna "sjunger" på grund av vinden i skrevor (likt det då man blåser över en flaska).
- Templet är med i 8-bitarsspelet Abu Simbel Profanation som släpptes 1985 av Dinamic Software.
- Templet visas i 2001 års Mumien – återkomsten, som en väg till oasen Ahm-Shere.
- Templet finns med i en scen i förstapersonsspelet för PC PowerSlave.
- Team America spränger av misstag templet i bitar då de missar en flyende terrorist i Team America: World Police (2004).
- Templet syns även i Matthew Reillys Six Sacred Stones.
- Templet ses kort i bakgrunden av stadsplaneten Coruscant då drottning Amidalas skepp först ankommer i Star Wars: Episod I – Det mörka hotet.
- I Salman Rushdies roman Satansverserna, är stormannen i Jahilia (Mecka) benämnd Karim Abu Simbel
- I Anne Michaels andra roman The Winter Vault är Abu Simbels flytt ett av bokens huvudteman.
- Templet är en spelbar plats i The Sims 3: World Adventures expansionpack.
- Templet finns med i förstapersonsspelet TimeSplitters, dock är endast utsidan korrekt..